# Hypocysta euphemia
Hypocysta euphemia är en fjärilsart som beskrevs av John Obadiah Westwood 1851. Hypocysta euphemia ingår i släktet Hypocysta och familjen praktfjärilar. Inga underarter finns listade i Catalogue of Life.

## Bildgalleri

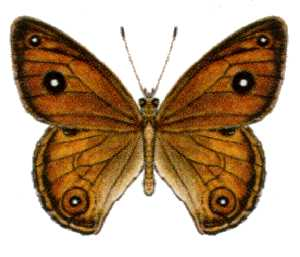